# Chuyển tiếp thủy
Chuyển tiếp thủy hay chuyển tiếp nước là một diễn thế thực vật xảy ra trong một khu vực nước ngọt như trong các hồ vòng cổ bò hay hồ hang động. Theo thời gian, một vùng nước ngọt mênh mông sẽ tự nhiên dần dần cạn kiệt, cuối cùng trở thành rừng thưa. Trong quá trình thay đổi này, một loạt các kiểu đất đai khác nhau như đầm lầy cỏ và đầm lầy cây thân gỗ sẽ nối tiếp nhau.

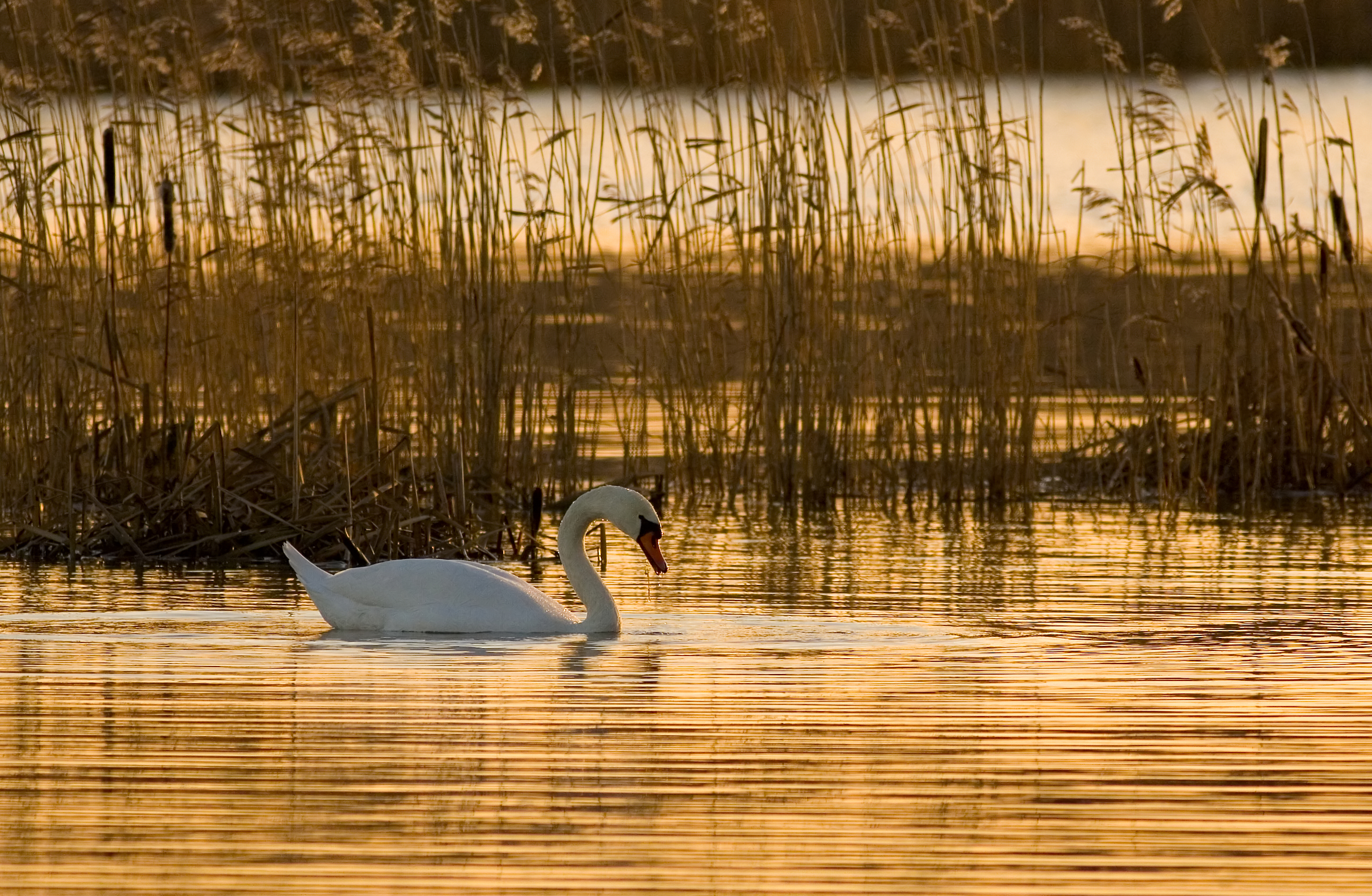
Thiên nga trắng (Cygnus olor) trong một cộng đồng chuyển tiếp thủy vào lúc bình minh.

Sự diễn thế từ vùng nước mênh mông đến rừng thưa cao đỉnh phải mất nhiều thế kỷ hoặc nhiều thiên niên kỷ. Một số giai đoạn trung gian sẽ kéo dài trong khoảng thời gian ngắn hơn những giai đoạn khác. Ví dụ, đầm lầy cỏ có thể thay đổi thành đầm lầy cây thân gỗ trong vòng một thập kỷ hoặc ít hơn. Mất bao lâu sẽ phụ thuộc phần lớn vào lượng bùn lắng đọng xảy ra trong vùng nước mênh mông đó.

## Các giai đoạn
Chuyển tiếp thủy là chuỗi diễn thế chính phát triển trong môi trường nước như hồ và ao. Nó dẫn đến việc chuyển đổi một vùng nước và quần xã của nó thành một quần xã trên cạn. Những thay đổi ban đầu là diễn thế dị phát khi các hạt vô cơ như cát và sét được rửa trôi từ các lưu vực và bắt đầu lấp đầy bồn địa của vùng nước. Sau đó, các phần sót lại của thực vật chết cũng lấp đầy những vùng nước này và góp phần vào thay đổi tiếp theo của môi trường.
Nếu vùng nước là rất lớn và rất sâu thì một loạt lớn các hoạt động đang diễn ra, do đó trong các vùng nước này, sự thay đổi đáng chú ý không thể dễ dàng quan sát được. Tuy nhiên, trong các vùng nước nhỏ hơn, như trong một cái ao, sự diễn thế rất dễ nhận ra. Các quần xã thực vật khác nhau chiếm lĩnh các vùng khác nhau trong một vùng nước và thể hiện sự phân vùng đồng tâm. Các rìa của vùng nước bị chiếm giữ bởi các loài có rễ, các loài mọc chìm dưới nước được tìm thấy trong khu vực gần bờ còn các sinh vật phù du và các loài trôi nổi chiếm vùng nước mênh mông xa bờ.

### Giai đoạn thực vật phù du
Thực vật tảo đơn bào trôi nổi như tảo cát là các loài tiên phong của một vùng nước trơ trụi, chẳng hạn như một cái ao. Các bào tử của chúng được không khí mang tới ao. Theo sau thực vật phù du là động vật phù du. Chúng chìm lắng xuống đáy ao sau khi chết và phân hủy thành mùn trộn lẫn với các hạt bùn và sét được đưa vào bồn địa bằng nước thoát bề mặt và tác động của sóng để tạo thành đất. Khi đất tích tụ, ao trở nên nông hơn và những thay đổi môi trường tiếp theo sẽ diễn ra.

### Giai đoạn chìm dưới nước
Khi vùng nước trở nên nông hơn thì càng có nhiều hơn các loài có rễ mọc ngầm dưới nước có thể được thiết lập do sự xuyên qua của ánh sáng trong nước nông hơn ngày càng tăng lên. Điều này phù hợp cho sự phát triển của các loài có rễ mọc ngầm dưới nước như Myriophyllum, Vallisneria, Elodea, Hydrilla và Ceratophyllum. Những cây này cắm rễ của chúng vào trong bùn. Một khi các loài mọc ngầm dưới nước xâm chiếm, các thay đổi diễn thế sẽ xảy ra nhanh hơn và chủ yếu là tự phát do các chất hữu cơ tích lũy. Các trầm tích vô cơ vẫn chảy vào ao hồ và bị giữ lại nhanh hơn bởi mạng lưới rễ cây và thân rễ mọc trên đáy ao hồ. Ao hồ trở nên đủ nông (0,6-1,5 m hay 2-5 ft) cho các loài trôi nổi và ít thích hợp cho các loài có rễ mọc ngầm dưới nước.

### Giai đoạn trôi nổi
Các loài thực vật trôi nổi cắm rễ trong bùn, nhưng một số hoặc tất cả các lá của chúng đều nổi trên mặt nước. Chúng bao gồm các loài như Nymphaea, Nelumbo và Potamogeton. Một số loài trôi nổi tự do cũng gắn với các loài có rễ cắm trong bùn. Các lá to lớn và rộng của thực vật trôi nổi che phủ mặt nước và các điều kiện trở nên không phù hợp với sự phát triển của các loài mọc chìm dưới nước và chúng bắt đầu biến mất. Các loài này phân rã để tạo thành bùn hữu cơ khiến cho ao hồ nông hơn (0,3-0,9 m hay 1-3 ft).

### Giai đoạn đầm lầy lau sậy
Ao hồ sau đó bị xâm chiếm bởi các loài thực vật mới nổi lên như Phragmites (sậy), Typha (hương bồ) và Zizania (lúa hoang) để tạo thành một vùng đầm lầy lau sậy. Những cây này có các thân rễ bò lan kết chặt bùn với nhau để tạo ra số lượng lớn lá rụng. Loại rác lá này có khả năng chống phân hủy và than bùn lau sậy tích tụ, đẩy nhanh quá trình diễn thế tự phát. Bề mặt của ao hồ được chuyển thành vùng đất đầm lầy cỏ bão hòa nước.

### Giai đoạn cói-bãi cỏ

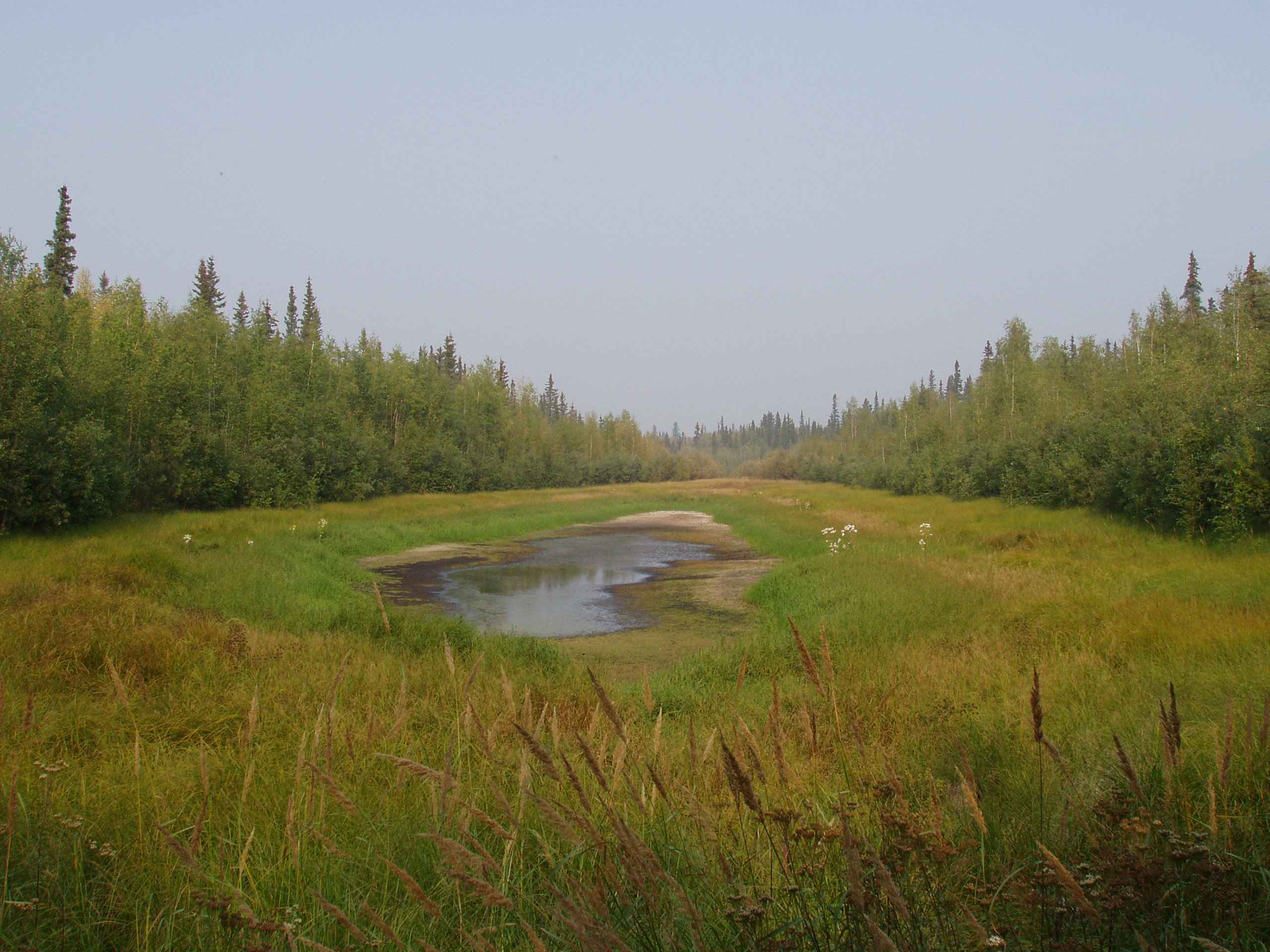
Mặt nước của một cái ao gần như bị thảm thực vật che phủ kín.

Sự suy giảm liên tiếp của mực nước và các thay đổi chất nền giúp các thành viên của các họ Cyperaceae và Poaceae như Carex và Juncus spp. tự thiết lập. Chúng tạo thành một thảm thực vật kéo dài về phía trung tâm của ao hồ. Các thân rễ của chúng kết chặt đất hơn nữa. Các lá ở trên mặt nước lại thoát hơi nước để hạ thấp mực nước hơn nữa và bổ sung thêm rác lá rụng vào đất. Cuối cùng, than bùn cói tích tụ trên mực nước và đất không còn bị ngập úng nữa. Môi trường sống trở nên thích hợp cho sự xâm lấn của thực vật thân thảo (các loài thứ cấp) như Mentha, Caltha, Iris và Galium phát triển um tùm và mang lại những thay đổi hơn nữa cho môi trường. Môi trường sống ẩm thấp phát triển và thảm thực vật đầm lầy cỏ bắt đầu biến mất.

### Giai đoạn rừng thưa
Đất bây giờ trở nên khô hơn trong phần lớn thời gian mỗi năm và trở nên phù hợp để phát triển rừng thưa ẩm ướt. Nó bị xâm chiếm bởi cây bụi và cây gỗ như Salix (liễu), Alnus (tống quán sủ) và Populus (dương). Những thực vật này phản ứng với môi trường sống bằng cách tạo ra bóng râm, hạ thấp mức nước ngầm hơn nữa bằng cách thoát hơi nước, tích tụ đất và tạo ra sự tích tụ mùn với các vi sinh vật có liên quan. Loại rừng thưa ẩm ướt này còn được gọi là rừng thưa ngập nước.

### Giai đoạn cao đỉnh
Cuối cùng, một quần xã cao đỉnh tự duy trì kéo dài phát triển. Nó có thể là rừng nếu khí hậu ẩm ướt, đồng cỏ trong trường hợp môi trường hơi ẩm ướt hoặc hoang mạc trong điều kiện khô cằn và bán khô cằn. Một khu rừng được đặc trưng bởi sự hiện diện của tất cả các loại thảm thực vật bao gồm các loại cây thân thảo, cây bụi, rêu, cây ưa bóng râm và cây gỗ. Các sinh vật phân hủy là thường xuyên trong thảm thực vật cao đỉnh.
Những thay đổi tổng thể diễn ra trong quá trình phát triển của các quần xã diễn thế là tích tụ chất nền, làm cạn nước, bổ sung mùn và khoáng chất, hình thành và tích tụ đất và thông khí cho đất. Khi vùng nước lấp đầy dần dần bằng trầm tích, diện tích của vùng nước bị giảm xuống và các kiểu thảm thực vật di chuyển dần vào trong khi nước trở nên nông hơn. Nhiều quần xã được đề cập ở trên có thể được nhìn thấy cùng phát triển trong một vùng nước. Vùng trung tâm bị chiếm đóng bởi các loài thực vật trôi nổi và mọc ngầm trong nước với lau sậy gần bờ, theo sau là các loài cói và bấc mọc ở rìa. Xa hơn nữa là cây bụi và cây gỗ chiếm vùng đất khô.

## Thành ngữ
Thương hải tang điền (蒼海桑田) dùng trong văn học để chỉ những sự thay đổi lớn lao, giống như biển xanh biến thành ruộng dâu.